# Partido Liberal de Quebec
El Partido Liberal de Quebec (en francés: Parti libéral du Québec), o PLQ, es un partido político en Quebec. Es también el más antiguo partido político en Quebec, presente desde 1867. La organización es liberal y federalista (se opone a la independencia de Quebec).

## Líderes del partido
- Henri-Gustave Joly de Lotbinière (1867-1883) (primer ministro 1878-1879)
- Honoré Mercier (1883-1892) (primer ministro 1887-1891)
- Félix-Gabriel Marchand (1892-1900) (primer ministro 1897-1900)
- Simon-Napoléon Parent (1900-1905) (primer ministro 1900-1905)
- Lomer Gouin (1905-1920) (primer ministro 1905-1920)
- Louis-Alexandre Taschereau (1920-1936) (primer ministro 1920-1936)
- Adélard Godbout (1936-1948) (primer ministro 1936, 1939-1944)
- Georges-Émile Lapalme (1950-1958)
- Jean Lesage (1958-1970) (primer ministro 1960-1966)
- Robert Bourassa (1970-1976) (primer ministro 1970-1976)
- Gérard D. Lévesque (interino) (1976-1978)
- Claude Ryan (1978-1982)
- Gérard D. Lévesque (interino) (1982-1983)
- Robert Bourassa (1983-1994) (primer ministro 1985-1994)
- Daniel Johnson, Jr. (1994-1998) (primer ministro 1994)
- Jean Charest (1998-2012) (primer ministro 2003-2012)
- Jean-Marc Fournier (interino) (2012-2013)
- Philippe Couillard (2013-2018) (primer ministro 2014-2018)
- Pierre Arcand (2018-2020)
- Dominique Anglade (2020-2022)
- Marc Tanguay (2022-2025)
- Pablo Rodríguez (2025-)

## Resultados electorales
| Asamblea Nacional de Quebec |         |             |          |           |        |           |                                  |
| Elecciones                  | Escaños | ±           | Posición | Votos     | %      | Gobierno  | Líder                            |
| 1867                        | 13/64   |             | 2º       | 26.842    | 35,46% | Oposición | Henri-Gustave Joly de Lobtinière |
| 1871                        | 19/65   | 6           | 2º       | 23.760    | 39,41% | Oposición | Henri-Gustave Joly de Lobtinière |
| 1875                        | 19/65   | Sin cambios | 2º       | 33.763    | 38,83% | Oposición | Henri-Gustave Joly de Lobtinière |
| 1878                        | 31/65   | 12          | 2º       | 65.285    | 47,49% | Coalición | Henri-Gustave Joly de Lobtinière |
| 1881                        | 15/65   | 16          | 2º       | 38.020    | 38,97% | Oposición | Henri-Gustave Joly de Lobtinière |
| 1886                        | 33/65   | 18          | 1º       | 58.389    | 39,58% | Mayoría   | Honoré Mercier                   |
| 1890                        | 43/73   | 10          | 1º       | 70.345    | 44,54% | Mayoría   | Honoré Mercier                   |
| 1892                        | 21/73   | 22          | 2º       | 76.280    | 43,65% | Oposición | Félix-Gabriel Marchand           |
| 1897                        | 51/74   | 30          | 1º       | 120.300   | 53,28% | Mayoría   | Félix-Gabriel Marchand           |
| 1900                        | 67/74   | 16          | 1º       | 54.957    | 53,15% | Mayoría   | Simon-Napoléon Parent            |
| 1904                        | 67/74   | Sin cambios | 1º       | 62.889    | 55,43% | Mayoría   | Simon-Napoléon Parent            |
| 1908                        | 57/74   | 10          | 1º       | 131.068   | 53,53% | Mayoría   | Lomer Gouin                      |
| 1912                        | 62/81   | 5           | 1º       | 155.958   | 53,54% | Mayoría   | Lomer Gouin                      |
| 1916                        | 75/81   | 13          | 1º       | 126.266   | 60,57% | Mayoría   | Lomer Gouin                      |
| 1919                        | 74/81   | 1           | 1º       | 67.292    | 51,91% | Mayoría   | Lomer Gouin                      |
| 1923                        | 64/85   | 10          | 1º       | 149.730   | 51,52% | Mayoría   | Louis-Alexandre Taschereau       |
| 1927                        | 74/85   | 10          | 1º       | 188.687   | 59,34% | Mayoría   | Louis-Alexandre Taschereau       |
| 1931                        | 79/90   | 5           | 1º       | 268.732   | 54,88% | Mayoría   | Louis-Alexandre Taschereau       |
| 1935                        | 48/90   | 31          | 1º       | 251.127   | 46,82% | Mayoría   | Louis-Alexandre Taschereau       |
| 1936                        | 14/90   | 34          | 2º       | 227.860   | 40,02% | Oposición | Adélard Godbout                  |
| 1939                        | 69/86   | 55          | 1º       | 301.382   | 53,5%  | Mayoría   | Adélard Godbout                  |
| 1944                        | 37/91   | 32          | 2º       | 523.316   | 39,35% | Oposición | Adélard Godbout                  |
| 1948                        | 8/92    | 29          | 2º       | 547.478   | 36,16% | Oposición | Adélard Godbout                  |
| 1952                        | 23/92   | 15          | 2º       | 768.539   | 45,77% | Oposición | Georges-Émile Lapalme            |
| 1956                        | 20/93   | 3           | 2º       | 828.264   | 44,87% | Oposición | Georges-Émile Lapalme            |
| 1960                        | 51/95   | 31          | 1º       | 1.077.135 | 51,4%  | Mayoría   | Jean Lesage                      |
| 1962                        | 63/95   | 12          | 1º       | 1.205.253 | 56,4%  | Mayoría   | Jean Lesage                      |
| 1966                        | 50/108  | 13          | 2º       | 1.099.435 | 47,29% | Oposición | Jean Lesage                      |
| 1970                        | 72/108  | 22          | 1º       | 1.304.341 | 45,4%  | Mayoría   | Robert Bourassa                  |
| 1973                        | 102/110 | 30          | 1º       | 1.623.734 | 54,7%  | Mayoría   | Robert Bourassa                  |
| 1976                        | 26/110  | 76          | 2º       | 1.135.056 | 33,78% | Oposición | Robert Bourassa                  |
| 1981                        | 42/122  | 16          | 2º       | 1.658.753 | 41,52% | Oposición | Claude Ryan                      |
| 1985                        | 99/122  | 57          | 1º       | 1.910.307 | 55,99% | Mayoría   | Robert Bourassa                  |
| 1989                        | 92/125  | 7           | 1º       | 1.702.808 | 49,95% | Mayoría   | Robert Bourassa                  |
| 1994                        | 47/125  | 45          | 2º       | 1.737.698 | 44,40% | Oposición | Daniel Johnson (hijo)            |
| 1998                        | 48/125  | 1           | 2º       | 1.771.858 | 43,55% | Oposición | Jean Charest                     |
| 2003                        | 76/125  | 28          | 1º       | 1.755.863 | 45,99% | Mayoría   | Jean Charest                     |
| 2007                        | 48/125  | 28          | 1º       | 1.313.664 | 33,08% | Minoría   | Jean Charest                     |
| 2008                        | 66/125  | 18          | 1º       | 1.366.046 | 42,08% | Mayoría   | Jean Charest                     |
| 2012                        | 50/125  | 16          | 2º       | 1.360.968 | 31,20% | Oposición | Jean Charest                     |
| 2014                        | 70/125  | 20          | 1º       | 1.757.071 | 41,52% | Mayoría   | Philippe Couillard               |
| 2018                        | 31/125  | 39          | 2º       | 1.001.037 | 24,82% | Oposición | Philippe Couillard               |
| 2022                        | 21/125  | 10          | 2º       | 591.077   | 14,37% | Oposición | Dominique Anglade                |